# 健全歌谣
健全歌谣（韩语：／）是韩国第四共和国、第五共和国时期由政府推行的音乐项目，此类歌曲多带有政治宣传意义，旨在宣扬积极向上的氛围。
当时在韩国发行唱片，健全歌谣被强制要求收录为最后一首歌曲。1988年后的第六共和国时期，不再强制要求收录健全歌谣。

## 健全歌谣示例
- 《啊！大韩民国》（아! 대한민국）
- 《净化之歌》（정화의 노래）
- 《手牵手》（손모아 마음모아）
- 《祖国赞歌》（조국찬가）
- 《自晨之国（日语：朝の国から）》（아침의 나라에서）
- 《我的祖国》（나의 조국）
- 《新村之歌》（새마을 노래）
- 《大统领赞歌》（대통령 찬가）